# Jean-Philippe Faure (auteur)
Pour les articles homonymes, voir Jean-Philippe Faure.
Œuvres principales
L’empathie ou Le pouvoir de l’accueil (2004) 
 Éduquer sans punitions ni récompenses (2005) 
 Le couple, chemin d’écoute et de partage (2006)
Jean-Philippe Faure, né le 26 février 1964, est un auteur et formateur suisse en non-violence, sensibilisation environnementale, communication non violente, communication non violente holistique et non-dualité. Entre 2004 et 2023, il a publié huit ouvrages sur ces différents domaines. Il est le créateur, avec Muriel Faure, de la Communication Non Violente Holistique. 

## Biographie

### Enfance et formation initiale
Jean-Philippe Faure naît le 26 février 1964 à Chêne-Bougeries dans le canton de Genève. Sa mère est Monique Bertholet (née Rey-Bellet, en 1943), enseignante dans l’enseignement primaire originaire de Monthey en Valais, et son père est Jean-Jacques Faure (1931-2020), journaliste sportif, photograveur et libraire, originaire de Genève et de Neuchâtel. Ses parents ont  ensemble deux autres enfants : Claude-Alain Faure (né en 1962) et Simon Faure (né en 1965). Jean-Philippe Faure est par ailleurs le neveu du comédien André Faure (1921-2002). 
Il passe son enfance entre le quartier de la Servette et la commune de Genthod, dans le canton de Genève. Il effectue la première partie de sa scolarité à l’école primaire de Chambésy, puis sa formation secondaire obligatoire au cycle des Colombières, en filière scientifique. Après une première année au Collège Sismondi, il interrompt ses études et ne les poursuivra plus qu’en autodidacte.

### Militant non violent et écologiste
A 18 ans, contraint d’effectuer son service militaire (le service civil n’existant pas encore), il déclare son objection de conscience. Jugé un an après, il est condamné comme objecteur de conscience. En conséquence, il est placé en détention au pénitencier de Bellechasse à Fribourg, puis à la prison de Champ-Dollon à Genève, entre janvier et juin 1984. Il dira ensuite que cette expérience carcérale lui aura permis de « toucher la liberté fondamentale de l'être ». Après sa sortie de prison, il effectue de nombreux petits métiers : polisseur d’ailes d’avion, casseur pour un ferrailleur, déménageur, ouvrier dans une usine de vitamines et dans une fromagerie. Il commence aussi à enseigner le jeu d’échecs, qu’il transmettra pendant dix ans.
De 1986 à 1990, il tient la Permanence pour l’objection de conscience. Par le biais de cette permanence, il fait la connaissance du Centre Martin Luther King de Lausanne (aujourd’hui Centre pour l’action non violente) dont il rejoint le comité entre 1993 et 1996. À partir de 1996, il devient formateur au sein du Groupement romand des formateurs en non-violence active, activité qu’il poursuit jusqu’en 2007. Il s’y intéresse aux jeux coopératifs, qu’il utilise dans le cadre de ses formations, et développe une conception du jeu coopératif insérée dans une vision globale du jeu incluant toutes les relations sociales.
En parallèle de ses activités de militant non violent, il travaille entre 1985 et 1999 dans la librairie en bibliophilie de son père, « La Part du rêve » à Genève. Par ailleurs, entre 1988 et 1991, il est animateur nature pour le WWF et propose à des jeunes des activités de sensibilisation à l’environnement. En 1992, il quitte le WWF avec quelques autres membres pour fonder l’association Cap Nature qui organise des séjours de vacances et des activités dans la nature (notamment des camps en tipis) pour les jeunes issus de milieux défavorisés. Cap Nature sera active jusqu’en 2000. En 1998, il devient en outre expert pour Jeunesse+Sport en sports de camp, ainsi qu’en excursion et plein air. En 1991 enfin, il a un fils, Adrien Faure, avec sa compagne de l’époque Caroline Aeschlimann.

### Formateur à la communication non violente et premières publications
Par la non-violence active, il découvre la communication non violente (CNV) et se forme dans ce domaine entre 1993 et 1997. Durant ces années, il milite pour soutenir la structuration du réseau francophone de la CNV. Il travaille ensuite en tant que formateur certifié à la CNV de 1997 à 2006 et œuvre pour la promotion de celle-ci. Il est notamment responsable de la création de matériels et produit des CD et des cassettes. Il souhaite toutefois que le réseau dispose du support de livres et finit par en écrire lui-même. Ainsi, il publie en 2004, avec sa compagne d’alors Céline Girardet, aux éditions Jouvence L’empathie ou le pouvoir de l’accueil. L’année suivante, il y publie Éduquer sans punitions ni récompenses et, en 2006, Le couple, chemin d’écoute et de partage.

### Création de la CNV holistique et formation à la non-dualité
Pratiquant le yoga depuis 1993, il s’intéresse par ce biais progressivement au shivaïsme cachemirien, branche de l’hindouisme, proche de la non-dualité, selon laquelle le monde manifesté est une extension mineure du divin. Cet intérêt pour le shivaïsme cachemerien nourrit chez lui une réflexion critique sur la CNV et, en 2006, après une dizaine d’années comme formateur à la CNV, il quitte le réseau pour lancer, avec sa compagne Muriel Hemelsoet, leur propre pratique, à la frontière entre le développement personnel et la spiritualité. 
Entre 2006 et 2011, installés en Belgique, ils créent des groupes francophones de recherche sur différents aspects de la CNV et des mécanismes relationnels humains. Environ 200 documents sont produits par cette recherche et, pour la plupart, publiés sur internet en copyleft. Entre autres, ils créent le triangle relationnel (un développement du triangle dramatique, en 2006), tentent de recenser l’ensemble des sentiments de la langue française, (2011) et proposent une représentation comparée de la CNV et de la CNV holistique (2011). Ils modélisent aussi de nouveaux processus d’accompagnement : l'accompagnement à l’auto-empathie (de 2005 à 2008), les constellations CNVH (de 2008 à 2016) et les jeux de rôle inspirants (de 2011 à 2017). En 2011, il a un second enfant, Aurélien Faure, avec sa compagne Muriel Hemelsoet.
Après avoir déménagé en Bourgogne, ils se lancent dans une recherche sur l’écologie spirituelle entre 2012 et 2014 qui aboutit à la rédaction et la publication aux éditions Fernand Lanore des Messages de la Terre-Mère : marcher dans l’amour de Gaïa.
Ils reprennent leur propre pratique alternative de CNV en 2015, qu’ils formalisent sous le nom de Communication Non-Violente Holistique (CNVH), jusqu’en 2020. La CNV holistique se poursuit ensuite avec les personnes qu’ils ont formées comme formateurs de formateurs et formateurs d’accompagnants. À partir de là, il se dédie entièrement avec sa compagne, devenue son épouse en 2019, à la transmission à la non-dualité. Leur maître principal a été Mooji, dont ils ont suivi l’enseignement depuis 2016. Leur transmission se fait au moyen de satsangs (temps traditionnels de questions et réponses) et de « l’école de la Liberté » (un parcours sur deux ans).

## Œuvre

### Ouvrages
- Avec Céline Girardet, L’empathie ou Le pouvoir de l’accueil, Éditions Jouvence, 2004[23]
- Éduquer sans punitions ni récompenses, Éditions Jouvence, 2005[24]
- Le couple, chemin d’écoute et de partage, Éditions Jouvence, 2006[25]
- Contes du frémissement de la liberté : évocation du tantrisme shivaïque cachemirien, 2011[26]
- Avec Muriel Hemelsoet, Messages de la Terre-Mère : marcher dans l’amour de Gaïa, Éditions Fernand Lanore, 2014[27]
- Avec Muriel Faure, Tu ne peux que l’être, 2020
- Avec Muriel Faure, L’appel du Soi, 2021[28]
- Avec Muriel Faure, Traduit du Silence, 2023

### Traductions de ses ouvrages
- Educar sem Punições nem Recompensas, Editora Vozes, 2008[29]
- Educar Sin Castigos Ni Recompensas, Lumen, 2014[30]
- Senza punizioni nè ricompense, Terra Nuova Edizioni, 2016[31]
- Empatia. Al cuore della comunicazione non violenta, Terra Nuova Edizioni, 2017[32]

### Révision d’ouvrage
- En 2007, il révise et actualise le livre Pratique de la Communication Non Violente de Wayland Myers[33] pour en faire une nouvelle édition.

### Articles
- Le triangle relationnel, L'appel du Soi, janvier 2006[13]
- Considérations sur l’auto-empathie, L'appel du Soi, juin 2008
- Tableaux comparatifs des différenciations clés usuelles et nouvelles, L'appel du Soi, juin 2011[16]
- Liste de 1054 sentiments répartis en 11 catégories émotionnelles, L'appel du Soi, juillet 2011[15]
- Avec Muriel Faure, « Ce matin, je m'éveille », Revue 3e millénaire n°142, décembre 2021[34]

### Jeu
- Jeux de questions pour sensibiliser des adultes ou des enfants à la CNV, L'appel du Soi, avril 2017[35],[36]

## Ouvrage sur l'auteur
En octobre 2024, Jean-Claude Brélivet publie De vie et d'âme - Un récit initiatique aux éditions Maïa dans lequel il relate ses expériences vécues avec Jean-Philippe et Muriel Faure. 